# Lampugnano
Lampugnano (Lampugnan in dialetto milanese, AFI: [lampyˈɲãː]) è un quartiere  di Milano appartenente al Municipio 8 e al NIL N. 65  " Q.re Gallaratese, Q.re San Leonardo, Lampugnano". 
Si trova nella zona ovest della città a ridosso del comune di Pero, nel Municipio 8 (Fiera, Gallaratese, Quarto Oggiaro). Accoglie l'omonima stazione della linea 1 della metropolitana di Milano e l'annesso parcheggio di interscambio.
Fino al 1841 Lampugnano costituì un comune autonomo.

## Storia
Ci sono giunti documenti storici di Lampugnano dove viene nominata per la prima volta nel 1276.
Nell'ambito della suddivisione del territorio milanese in pievi, apparteneva alla Pieve di Trenno ed era sulla direttrice che collegava Trenno ai Corpi Santi. Nel 1771 contava 245 anime.
In età napoleonica, dal 1808 al 1816, Lampugnano fu temporaneamente aggregata a Milano, recuperando l'autonomia con la costituzione del Regno Lombardo-Veneto.
Nel 1841 il comune di Lampugnano fu aggregato a quello di Trenno, che 82 anni dopo, a sua volta fu annesso a Milano nel 1923.
Lampugnano conservò ancora per decenni la fisionomia di borgo agricolo: solo dopo la Seconda guerra mondiale la zona venne trasformata dall'espansione edilizia, con la realizzazione dei quartieri QT8 e Gallaratese.
Nel 1980 fu aperta la tratta della linea M1 della metropolitana, che comportò la costruzione nella zona limitrofa al vecchio borgo di un centro di interscambio con un raccordo stradale verso l'Autostrada dei Laghi. Nei pressi sorse anche il Palatrussardi, oggi PalaSharp, dedicato ai grandi eventi di massa.

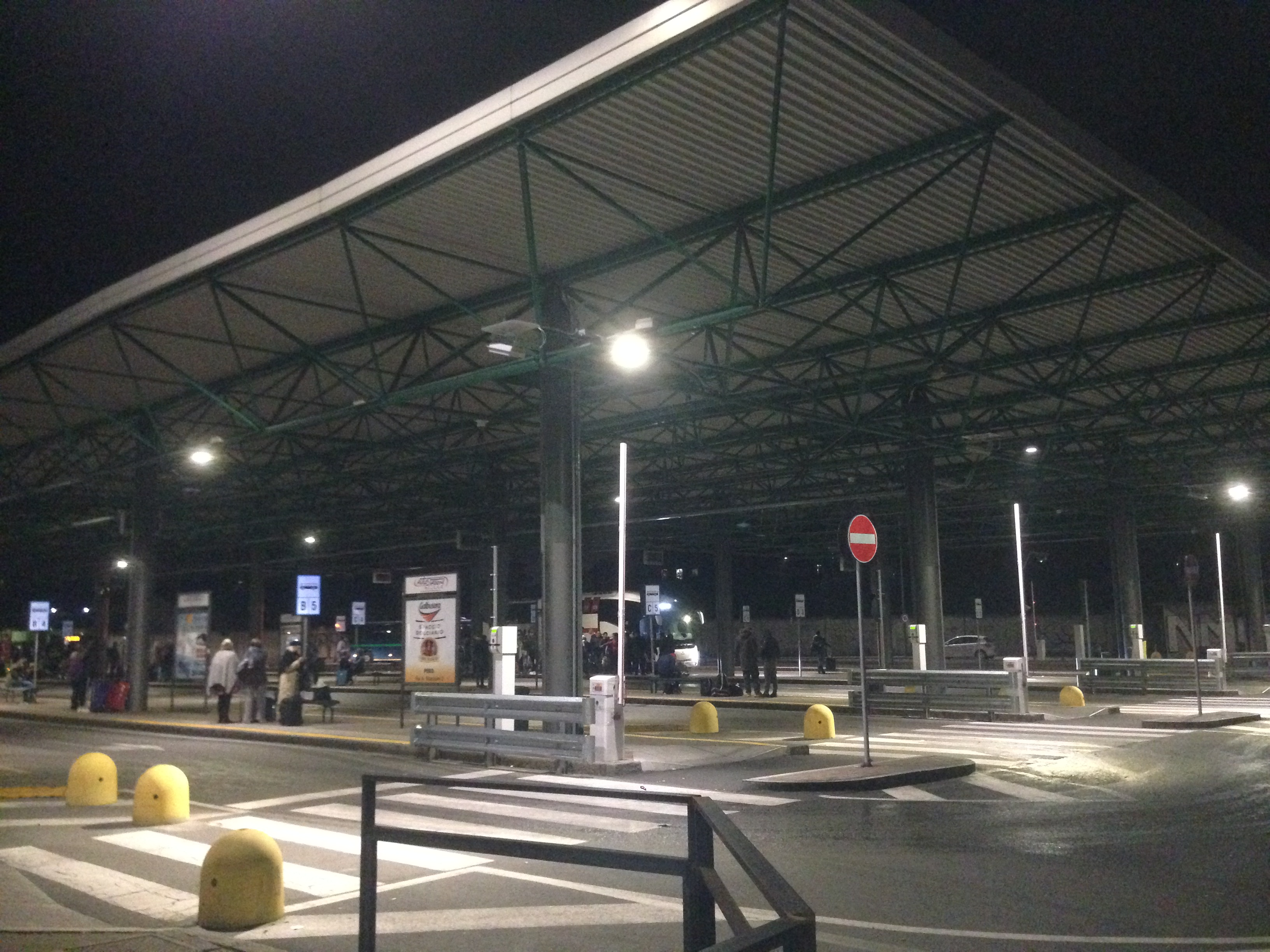
L'autostazione di Lampugnano di notte

## Infrastrutture e trasporti
- Lampugnano

Lampugnano è collegata al centro della città con la linea M1 della metropolitana, mentre viabilisticamente è lambita in senso longitudinale dal viale Sant'Elia, direttamente collegato a nord col cavalcavia del Ghisallo che permette un facile accesso all'autostrada dei Laghi.
- Dal 2008 è operante l'Autostazione di Lampugnano, la più importante per le comunicazioni su gomma a medio lunga percorrenza per la città di Milano che tuttavia ha portato a condizioni di degrado, specialmente nelle ore notturne.[4]